# Аромат
Арома́т (от греч. άρωματός — душистое вещество) — приятный запах. Такое название запаха подразумевает дополнительную, эмоциональную характеристику (антоним этому слову — вонь). Аромат у человека может вызывать положительные ассоциации (пищевые, сексуальные, связанные с безопасностью), и соответствующие физиологические реакции: углубление дыхания, нередко — снижение артериального давления и некоторое расслабление мышц при пребывании в зоне действия приятного летучего ароматного вещества.
Оценки приятности и неприятности запаха бывают сильно субъективны, они зависят от опыта человека. Также они зависят и от концентрации летучего вещества — некоторые вещества (например, индол) могут дать совершенно полярное изменение отношения человека к запаху при росте их концентрации в воздухе.

## Аромат цветков
Приятный запах большинства цветков связан с образованием летучих ароматных веществ, выработка которых нередко сопровождается образованием нектара, привлекающего пчёл и других опылителей.

## Восприятие
В настоящее время ароматические вещества находят широкое применение во многих областях жизни человека.